# Serata di gala
Serata di gala (Tom and Jerry in the Hollywood Bowl) è un film del 1950 diretto da William Hanna e Joseph Barbera. Il film, cinquantaduesimo cortometraggio della serie Tom & Jerry, è oggi più conosciuto con il titolo Tom e Jerry in concerto.
Le musiche suonate nel concerto sono di Johann Strauss.

## Trama
Tom dirige un'orchestra che si esibisce all'Hollywood Bowl. Mentre i musicisti suonano il Die Fledermaus di Johann Strauss, Jerry comincia a dirigere lui stesso l'orchestra. Dopo essere stato scacciato diverse volte da Tom, Jerry mette le ruote al podio su cui il gatto dirige l'orchestra; Tom finisce per strada, venendo investito da un autobus. Tom riesce però a ritornare all'anfiteatro, dove si vendica facendo colpire Jerry con dei piatti. Il topo però non si dà per vinto, così fa precipitare nel sottopalco tutti i musicisti, segando il pavimento di legno. Tom è perciò costretto a sostituire tutti i musicisti, mentre Jerry lo dirige. Alla fine dell'esibizione, il pubblico applaude Jerry e Tom, il quale cade poi sotto il palco insieme agli altri componenti dell'orchestra.